# 沈聖博
沈聖博 （1980年4月4日—2014年4月13日），台灣數位藝術家、OpenLab.Taipei成員。

## 生平
大學及研究所主修電腦科學，研究領域是分散式系統，2006到2007年間至英國修習科技藝術相關學程，回國後陸續發表多件作品、參與聯展及舉辦個展，作品主軸為討論數位領域的規則特性，認為程式即生活。致力於推廣使用自由軟體從事藝術創作(FLOSS+ART)，並於2011年在台中成立有為空間，提供藝術家展演及實驗空間。
2009年因身體不適經醫師診斷為大腸癌，於2014年4月13日病逝於台中榮民總醫院。